# Kanurennsport-Weltmeisterschaften 2001
Die 31. Kanurennsport-Weltmeisterschaften fanden 2001 in Posen (Polen) statt. Im Jahre 1990 war Posen schon einmal Gastgeber der Weltmeisterschaften.
An vier Wettkampftagen wurden Medaillen in 27 Disziplinen des Kanurennsports vergeben: Einer-Kajak (K1), Zweier-Kajak (K2) und Vierer-Kajak (K4) der Frauen und der Männer sowie Einer-Canadier (C1), Zweier-Canadier (C2) und Vierer-Canadier (C4) der Männer, jeweils über 200, 500 und 1000 Meter.

## Ergebnisse

### Männer

#### Canadier
| Event      | Gold                                                                 | Zeit         | Silber                                                                                            | Zeit         | Bronze                                                                             | Zeit         |
| ---------- | -------------------------------------------------------------------- | ------------ | ------------------------------------------------------------------------------------------------- | ------------ | ---------------------------------------------------------------------------------- | ------------ |
| C-1 200 m  | Ukraine Dmytro Sabin                                                 | 40,443 s     | Russland Maxim Opalew                                                                             | 40,643 s     | Polen Michał Śliwiński                                                             | 40,823 s     |
| C-1 500 m  | Russland Maxim Opalew                                                | 1:53,565 min | Ungarn György Kolonics                                                                            | 1:53,793 min | Deutschland Andreas Dittmer                                                        | 1:54,333 min |
| C-1 1000 m | Deutschland Andreas Dittmer                                          | 3:56,224 min | Tschechien Martin Doktor                                                                          | 3:57,910 min | Ungarn György Kolonics                                                             | 3:58,234 min |
| C-2 200 m  | Polen Paweł Baraszkiewicz Daniel Jędraszko                           | 36,698 s     | Rumänien Ionel Averian Mihail Vartolemei                                                          | 36,762 s     | Kuba Ibrahim Rojas Leobaldo Pereira                                                | 36,902 s     |
| C-2 500 m  | Kuba Ibrahim Rojas Leobaldo Pereira                                  | 1:44,351 min | Polen Daniel Jędraszko Paweł Baraszkiewicz                                                        | 1:44,367 min | Rumänien Mitică Pricop Florin Popescu                                              | 1:44,791 min |
| C-2 1000 m | Polen Marcin Kobierski Michał Śliwiński                              | 3:39,239 min | Spanien José Alfredo Bea David Mascató                                                            | 3:40,625 min | Kuba Ibrahim Rojas Leobaldo Pereira                                                | 3:40,847 min |
| C-4 200 m  | Ungarn György Zala Sándor Malomsoki László Vasali Gábor Iván         | 33,831 s     | Tschechien Petr Netušil Jan Břečka Petr Fuksa Karel Kožíšek                                       | 33,951 s     | Russland Alexander Kowaljow Alexander Kostoglod Wladislaw Polsunow Maxim Opalew    | 34,039 s     |
| C-4 500 m  | Rumänien Iosif Anisim Ionel Averian Mihail Vartolemei Florin Popescu | 1:35,810 min | Ungarn György Zala György Kozmann Béla Belicza Gábor Iván                                         | 1:35,882 min | Russland Roman Krugljakow Konstantin Fomitschow Wladimir Ladoscha Alexei Wolkonski | 1:36,314 min |
| C-4 1000 m | Ungarn György Zala György Kozmann Béla Belicza Gábor Ivan            | 3:23,847 min | Belarus Aljaksandr Schukouski Aljaksandr Kurljandtschyk Aljaksandr Bahdanowitsch Ivan Skovorodkin | 3:25,179 min | Rumänien Iosif Anisim Chiriac Marcov Ionel Averian Mihail Vartolemei               | 3:25,569 min |

#### Kajak
| Event      | Gold                                                                     | Zeit         | Silber                                                                   | Zeit         | Bronze                                                                         | Zeit         |
| ---------- | ------------------------------------------------------------------------ | ------------ | ------------------------------------------------------------------------ | ------------ | ------------------------------------------------------------------------------ | ------------ |
| K-1 200 m  | Deutschland Ronald Rauhe                                                 | 35,428 s     | Ukraine Oleksij Sliwinskyj                                               | 35,648 s     | Usbekistan Anton Rjachow                                                       | 35,740 s     |
| K-1 500 m  | Ungarn Ákos Vereckei                                                     | 1:40,722 min | Usbekistan Anton Rjachow                                                 | 1:41,182 min | Argentinien Javier Correa                                                      | 1:41,492 min |
| K-1 1000 m | Frankreich Bâbak Amir-Tahmasseb                                          | 3:34,776 min | Argentinien Javier Correa                                                | 3:35,826 min | Deutschland Lutz Liwowski                                                      | 3:36,026 min |
| K-2 200 m  | Litauen Alvydas Duonėla Egidijus Balčiūnas                               | 32,524 s     | Deutschland Ronald Rauhe Tim Wieskötter                                  | 32,628 s     | Ukraine Mykola Sajtschenkow Mychajlo Lutschnik                                 | 32,728 s     |
| K-2 500 m  | Deutschland Ronald Rauhe Tim Wieskötter                                  | 1:31,603 min | Litauen Alvydas Duonėla Egidijus Balčiūnas                               | 1:32,203 min | Schweden Markus Oscarsson Henrik Nilsson                                       | 1:32,495 min |
| K-2 1000 m | Norwegen Eirik Verås Larsen Nils Olav Fjeldheim                          | 3:16,685 min | Ungarn Krisztián Bártfai Krisztián Veréb                                 | 3:18,845 min | Deutschland Marc Westphalen Marco Herszel                                      | 3:18,863 min |
| K-4 200 m  | Ungarn Gyula Kajner Vince Fehérvári István Beé Róbert Hegedűs            | 30,210 s     | Russland Roman Sarubin Alexander Iwanik Denis Turtschenkow Andrei Tissin | 30,254 s     | Ukraine Oleksij Sliwinskyj Mykola Sajtschenkow Mychajlo Lutschnik Borys Markin | 30,318 s     |
| K-4 500 m  | Russland Roman Sarubin Alexander Iwanik Denis Turtschenkow Andrei Tissin | 1:21,772 min | Rumänien Vasile Curuzan Marian Băban Geza Magyar Romică Şerban           | 1:22,048 min | Slowakei Richard Riszdorfer Michal Riszdorfer Erik Vlček Juraj Bača            | 1:22,066 min |
| K-4 1000 m | Deutschland Andreas Ihle Mark Zabel Björn Bach Stefan Ulm                | 2:56,607 min | Ungarn Zoltán Kammerer Botond Storcz Roland Kökény Gábor Horváth         | 2:58,077 min | Russland Roman Sarubin Alexander Iwanik Denis Turtschenkow Oleg Gorobi         | 2:58,383 min |

### Frauen

#### Kajak
| Event      | Gold                                                                | Zeit         | Silber                                                                    | Zeit         | Bronze                                                                       | Zeit         |
| ---------- | ------------------------------------------------------------------- | ------------ | ------------------------------------------------------------------------- | ------------ | ---------------------------------------------------------------------------- | ------------ |
| K-1 200 m  | Kanada Karen Furneaux                                               | 40,733 s     | Polen Elżbieta Urbańczyk                                                  | 41,345 s     | Ungarn Szilvia Szabó                                                         | 41,373 s     |
| K-1 500 m  | Italien Josefa Idem                                                 | 1:53,561 min | Australien Katrin Borchert                                                | 1:54,137 min | Ungarn Katalin Kovács                                                        | 1:54,581 min |
| K-1 1000 m | Italien Josefa Idem                                                 | 4:02,903 min | Deutschland Katrin Wagner                                                 | 4:05,069 min | Australien Katrin Borchert                                                   | 4:05,243 min |
| K-2 200 m  | Spanien Izaskun Aramburu Sonia Molanes                              |              | Polen Beata Sokołowska Aneta Pastuszka                                    |              | Ungarn Kinga Dékány Erzsébet Viski                                           |              |
| K-2 500 m  | Ungarn Szilvia Szabó Kinga Bóta                                     | 1:44,946 min | Polen Beata Sokołowska Aneta Pastuszka                                    | 1:45,378 min | Spanien Sonia Molanes Beatriz Manchón                                        | 1:45,918 min |
| K-2 1000 m | Deutschland Manuela Mucke Nadine Opgen-Rhein                        | 3:45,824 min | Australien Katrin Borchert Katrin Kieseler                                | 3:46,940 min | Spanien Beatriz Manchón Sonia Molanes                                        | 3:47,048 min |
| K-4 200 m  | Ungarn Kinga Dékány Krisztina Fazekas Erzsébet Viski Katalin Kovács |              | Spanien Teresa Portela Belén Sánchez Ana María Penas María Isabel García  |              | Polen Karolina Sadalska Aneta Pastuszka Dorota Kuczkowska Joanna Skowroń     |              |
| K-4 500 m  | Ungarn Katalin Kovács Szilvia Szabó Kinga Bóta Erzsébet Viski       | 1:36,083 min | Deutschland Katrin Wagner Anett Schuck Manuela Mucke Nadine Opgen-Rhein   | 1:37,403 min | Spanien Teresa Portela Belén Sánchez Ana María Penas María Isabel García     | 1:37,847 min |
| K-4 1000 m | Ungarn Kinga Dékány Szilvia Szabó Erzsébet Viski Kinga Bóta         | 3:23,112 min | Polen Karolina Sadalska Aneta Białkowska Dorota Kuczkowska Joanna Skowroń | 3:24,564 min | Ukraine Hanna Balabanowa Natalija Feklissowa Inna Ossypenko Tetjana Semykina | 3:25,296 min |

## Medaillenspiegel
| Rang   | Nation      | Gold | Silber | Bronze | Gesamt |
| ------ | ----------- | ---- | ------ | ------ | ------ |
| 1      | Ungarn      | 8    | 4      | 4      | 16     |
| 2      | Deutschland | 5    | 3      | 3      | 11     |
| 3      | Polen       | 2    | 5      | 2      | 9      |
| 4      | Russland    | 2    | 2      | 3      | 7      |
| 5      | Italien     | 2    | —      | —      | 2      |
| 6      | Spanien     | 1    | 2      | 3      | 6      |
| 7      | Rumänien    | 1    | 2      | 2      | 5      |
| 8      | Ukraine     | 1    | 1      | 3      | 5      |
| 9      | Litauen     | 1    | 1      | —      | 2      |
| 10     | Kuba        | 1    | —      | 2      | 3      |
| 11     | Kanada      | 1    | —      | —      | 1      |
|        | Frankreich  | 1    | —      | —      | 1      |
|        | Norwegen    | 1    | —      | —      | 1      |
| 14     | Australien  | —    | 2      | 1      | 3      |
| 15     | Tschechien  | —    | 2      | —      | 2      |
| 16     | Argentinien | —    | 1      | 1      | 2      |
|        | Usbekistan  | —    | 1      | 1      | 2      |
| 18     | Belgien     | —    | 1      | —      | 1      |
| 19     | Slowakei    | —    | —      | 1      | 1      |
|        | Schweden    | —    | —      | 1      | 1      |
| Gesamt | Gesamt      | 27   | 27     | 27     | 81     |